# Jessica Maria López Piña
Jessica Maria López Piña ist eine venezolanische Diplomatin.
Am 3. Januar 2020 wurde López Piña zur venezolanischen Botschafterin in Singapur ernannt. Am 19. Mai 2020 übergab López Piña ihre Akkreditierung in Singapur und am 19. Februar 2025 an den Präsidenten Osttimors José Ramos-Horta.